# Mount Vernon (Arkansas)
Mount Vernon est un village situé dans l’État américain de l'Arkansas, dans le comté de Faulkner.

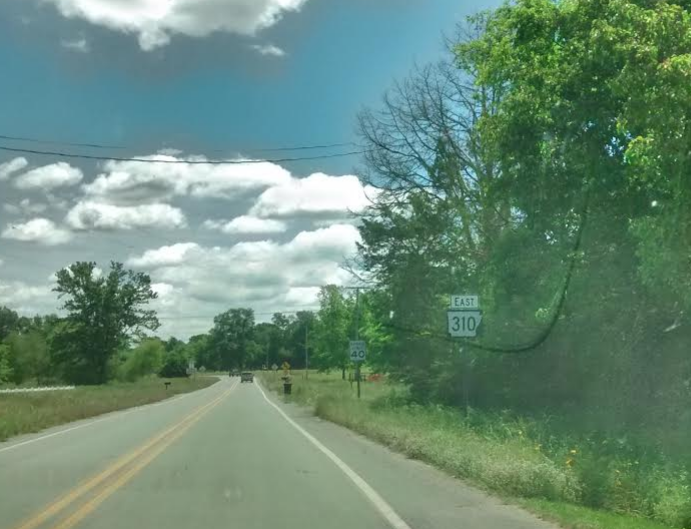
Arkansas Highway 310 à Mount Vernon, mai 2016